# Herbert Lippschütz
Herbert Lippschütz, in den USA Herbert O. Phillips, gebürtig Herbert Oswald Lippschitz (* 28. Februar 1904 in Berlin, Deutschland; † 13. September 1972 in München, Deutschland), war ein deutscher Filmarchitekt mit sporadischen Abstechern zur Filmproduktion und Drehbuchtätigkeit.

## Leben
Nach seiner Berufsausbildung stieß Lippschütz mit 24 Jahren zum damals noch stummen Film. Seine erste szenenbildnerische Arbeit lieferte er Ende 1928 für eine Richard-Eichberg-Produktion. Bis 1933 war Lippschütz ein gefragter Filmarchitekt für künstlerisch minder wichtige Unterhaltungsfilme. Es handelte sich dabei zumeist um Produktionen, zu denen sein Bruder Arnold Lippschütz regelmäßig das Drehbuch verfasste.
1933 floh der Jude Lippschütz auf die Iberische Halbinsel. In Portugal war er noch 1933 an Max Nossecks Inszenierung Gado Bravo und im Jahr darauf an dessen spanischen Film Una semana de felicidad beteiligt. 1935 stattete Herbert Lippschütz Nossecks spanische Bühnenstückadaption Aventura oriental aus. Kurz vor Ausbruch des Spanischen Bürgerkriegs ging Lippschütz 1936 zunächst nach Wien, dann nach Frankreich. Dort produzierte er im Jahr darauf die Filme Boulot l‘aviateur und L‘affaire Lafarge.
Im Juni 1939 ließ sich Lippschütz in den USA nieder und nannte sich fortan Herbert O. Phillips. In Hollywood erhielt er eine Anstellung in der Ausstatter-Abteilung der Universal Studios. 1944 beteiligte er sich am Drehbuch zu Alfred Zeislers Propagandafilm Enemy of Women. Im Jahr darauf wurde Phillips / Lippschütz US-amerikanischer Staatsbürger. 1950 wurde er vom Fernsehsender ABC eingestellt und betreute als Szenenbildner die Serie Space Patrol. 1956 schrieb er die Storyvorlage zu dem B-Krimi Mörderische Falle.
1962 kehrte er nach Deutschland zurück und ließ sich in München nieder, wo Lippschütz zehn Jahre darauf an einer Lungenembolie im Schwabinger Krankenhaus verstarb. Herbert Lippschütz wurde auf dem jüdischen Friedhof Münchens beigesetzt.

## Filmografie
als Filmarchitekt, wenn nicht anders angegeben:
- 1929: Ein kleiner Vorschuß auf die Seligkeit
- 1929: Wer wird denn weinen, wenn man auseinandergeht
- 1930: Die Warschauer Zitadelle
- 1930: Der Schuß im Tonfilmatelier
- 1930: Ein Walzer im Schlafcoupé
- 1930: Der Tanz ins Glück
- 1930: Tingel-Tangel
- 1930: Der Liebesarzt
- 1931: Tänzerinnen für Süd-Amerika gesucht
- 1931: Trara um Liebe
- 1931: Ein ausgekochter Junge
- 1931: Das Geheimnis der roten Katze
- 1931: Sein Scheidungsgrund
- 1931: Der Hochtourist
- 1931: Nachtkolonne
- 1932: Der Frechdachs
- 1932: Schuß im Morgengrauen
- 1932: Strich durch die Rechnung
- 1933: Die Nacht im Forsthaus
- 1933: Hugos Nachtarbeit
- 1933: Gado Bravo
- 1934: Una semana de felicidad
- 1935: Aventura oriental
- 1937: Boulot l'aviateur (nur Produktion)
- 1937: L'affaire Lafarge (nur Produktion)
- 1944: Enemy of Women (nur Drehbuchbeteiligung)
- 1951: Space Patrol (Fernsehserie)
- 1957: Mörderische Falle (Hit and Run) (nur Storyvorlage)